# رولاند كون (سياسي)
رولاند كون هو سياسي ناوروي، ولد في 6 مايو 1970 في ناورو. نشط حزبياً في ناورو فيرست.